# Catalina Wainerman
Catalina Haydée Wainerman (Buenos Aires, 6 de julio de 1933) es una socióloga y docente universitaria argentina, clave en la institucionalización de la sociología empírica en su país. Ha sido una pionera en las investigaciones sociológicas en cuestiones de género, familia y trabajo.

## Biografía
Catalina Wainerman nació en Buenos Aires el 6 de julio de 1933. Su padre era ruso y su madre argentina, la familia está compuesta también por dos hermanas. Curso la primaria y el secundario en la Escuela Normal N.º 9 "Domingo Faustino Sarmiento", donde se graduó como maestra normal en 1951. Posteriormente, ingresó a la carrera de Arquitectura en la Facultad de Arquitectura, Diseño y Urbanismo (FADU) de la Universidad de Buenos Aires (UBA), pero tras tres años y medio, decidió cambiar y en 1957 se incorporó a la carrera de Sociología en la Facultad de Filosofía y Letras de la UBA, carrera que acababa de ser creada. Allí tomo clases con el destacado sociólogo italiano Gino Germani, a quien considerará toda su vida como maestro. Se recibió en el año 1962, formando parte de la primera cohorte de sociólogos de la UBA.
Participó en varios proyectos de investigación empírica sobre educación, familia y clases sociales junto con la investigadora Ana María Eichelbaum de Babini En el año 1964 obtuvo una beca del Consejo Nacional de Investigaciones Científicas y Técnicas (CONICET) para realizar un posgrado bajo la dirección de Rose K. Goldsen en la Universidad de Cornell (Estados Unidos). Allí obtuvo una Maestría en Sociología en 1966; al mismo tiempo que dio clases. Luego obtuvo un doctorado en Sociología en la misma universidad, la cual terminaría en el año 1971 ya de regreso en Buenos Aires dado que había regresado en 1967. Esta tesis estaba centrada en la sociolingüística, y fue publicada en 1976 bajo el título Sociolingüística de la forma pronominal.
Luego de su formación de posgrado volvió a la Argentina, se incorporó como investigadora asociada al Centro de Investigaciones Sociales del Instituto Torcuato Di Tella (ITDT), donde trabajó entre 1967 y 1974. En 1974 fundó el Centro de Estudios de Población (CENEP) junto con otros destacados investigadores como Zulma Recchini de Lattes, Alfredo Lattes, Nina Müller, Edith Alejandra Pantelides, María Antonia Ruth Sautu, Carlos Reboratti y Susana Schkolnik. En estas instituciones desarrolló investigaciones sobre el empresariado argentino y su actitud hacia la innovación, así como la cuestión de género, explorando las representaciones culturales y desigualdades estructurales que afectan a las mujeres en la sociedad argentina.  Sus temas principales de investigación han sido género, familia y trabajo, colaborando en comprender las dinámicas sociales en Argentina.

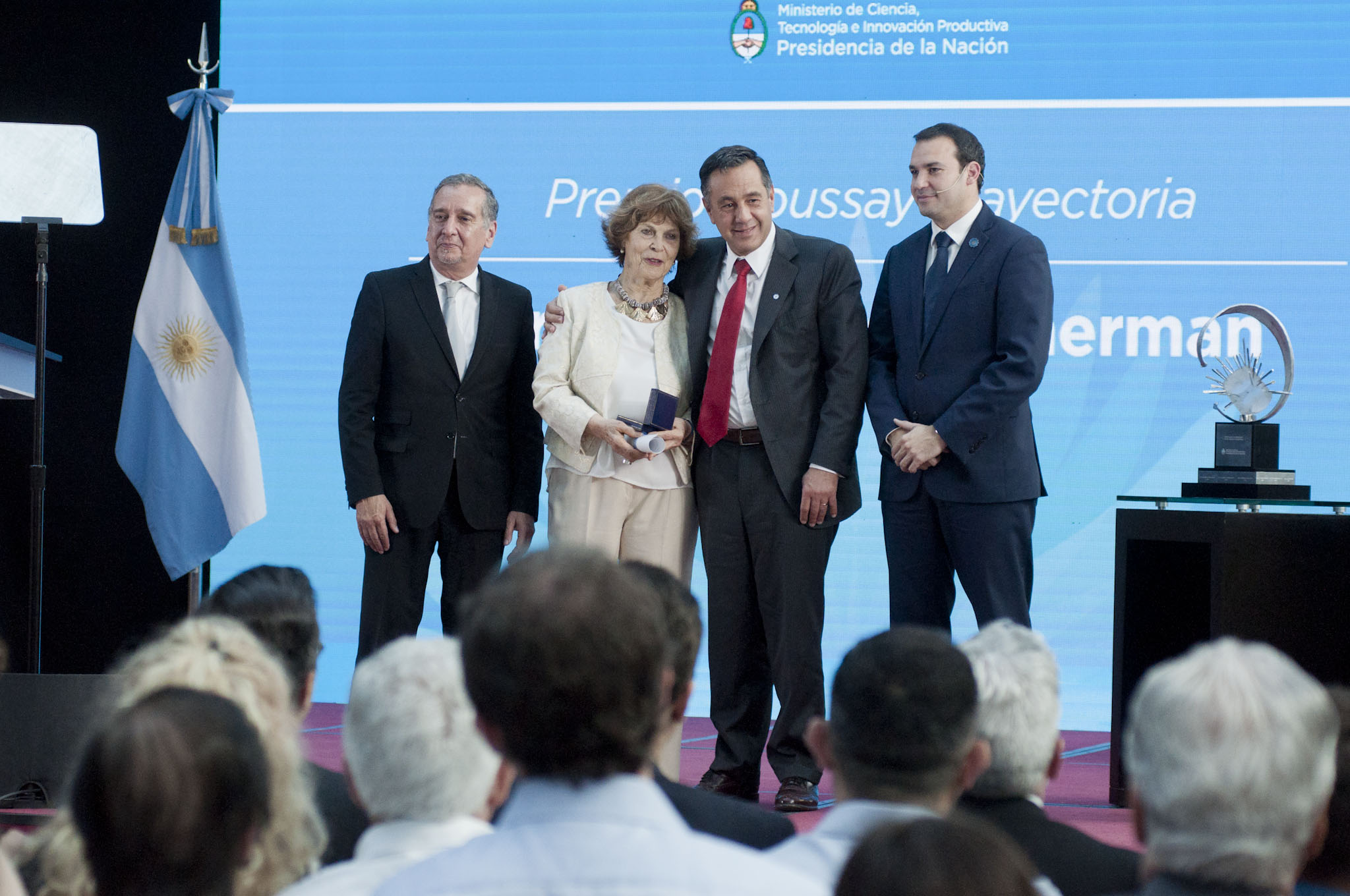
Entrega de Premio Houssay a la Trayectoria en Investigación en Ciencias Sociales realizada en el Ministerio de Ciencia, Tecnología e Innovación Productiva de la Nación (2017).

Desde el año 1995 fue investigadora Consejo Nacional de Investigaciones Científicas y Técnicas (CONICET), llegando a ser investigadora principal. Ha trabajado en varias instituciones académicas, como el Centro de Estudios de Población (CENEP), el Instituto de Desarrollo Económico y Social (IDES) y la Universidad de San Andrés. También ha sido docente en diversas universidades, dando principalmente clases de metodología de la investigación, y cursos de posgrado; siendo también Profesora Emérita de la Universidad de San Andrés. Ha sido directora de numerosas tesis de maestría y doctorado.

## Reconocimientos
Ha recibido distintos reconocimientos y distinciones:
- Premio Houssay a la Trayectoria en Investigación en Ciencias Sociales, entregado por el Ministerio de Ciencia, Tecnología e Innovación Productiva de la Nación (MinCyT) en 2017.[5]
- Distinción como "Personalidad Destacada de las Ciencias Sociales", otorgado por la Legislatura de la ciudad de Buenos Aires en 2014.[6]
- Doctorado honoris causa por la Universidad Nacional de Río Negro en 2022.[4]